# Sourunsaari (ö i Södra Savolax, S:t Michel)
Sourunsaari är en ö i Finland. Den ligger i sjön Kyyvesi och i kommunen Sankt Michel i den ekonomiska regionen  S:t Michel och landskapet Södra Savolax, i den södra delen av landet, 240 km nordost om huvudstaden Helsingfors. Öns area är 18,1 hektar och dess största längd är 1 kilometer i sydöst-nordvästlig riktning.